# Disa satyriopsis
Disa satyriopsis är en orkidéart som beskrevs av Friedrich Fritz Wilhelm Ludwig Kraenzlin. Disa satyriopsis ingår i släktet Disa och familjen orkidéer. Inga underarter finns listade i Catalogue of Life.